# Delahaye 12–14 CV
Der Delahaye 12–14 CV war eine Pkw-Modellreihe des französischen Automobilherstellers Delahaye. Dabei stand das CV für die Steuer-PS. Zu dieser Modellreihe gehörten: 
- Delahaye Type 8 (1901–1902)
- Delahaye Type 15 (1903–1907)
- Delahaye Type 24 (1904–1905)
- Delahaye Type 48 (1910–1914)